# Leptodactylus peritoaktites
Leptodactylus peritoaktites é uma espécie de anfíbio anuro da família Leptodactylidae. Está presente no Equador. A UICN classificou-a como vulnerável.